# Idertia
Idertia es un género de plantas fanerógamas que pertenecen a la familia Ochnaceae.  Comprende 2 especies descritas.

## Taxonomía
El género fue descrito por Claude Farron y publicado en Berichte der Schweizerischen Botanischen Gesellschaft 73: 212. 1963.  La especie tipo es: Idertia axillaris (Oliv.) Farron

## Especies
- Idertia axillaris (Oliv.) Farron
- Idertia morsonii (Hutch. & Dalziel) Farron